# Макао на Светском првенству у атлетици у дворани 2012.
Макао је учествовао на Светском првенству у атлетици у дворани 2012. одржаном у Истанбулу од 9. до 11. марта шести пут. Репрезентацију Макаоа представљао је један такмичар који је учествовао у трци на 60 метара препоне.
На овом првенству Макао није освојио ниједну медаљу али је њихов такмичар оборио лични рекорд сезоне.

## Учесници
Мушкарци:
- Kim Fai Iong — 60 м препоне

## Резултати

### Мушкарци
| Атлетичар    | Дисциплина   | Лични рекорд | Квалификација | Квалификација | Полуфинале           | Полуфинале           | Финале               | Финале       | Детаљи |
| Атлетичар    | Дисциплина   | Лични рекорд | Резултат      | Место         | Резултат             | Место                | Резултат             | Место        | Детаљи |
| ------------ | ------------ | ------------ | ------------- | ------------- | -------------------- | -------------------- | -------------------- | ------------ | ------ |
| Kim Fai Iong | 60 м препоне | 8,37 НР      | 8,41 ЛРС      | 6. у гр. 1    | Није се квалификовао | Није се квалификовао | Није се квалификовао | 27 / 29 (32) |        |